# Macintosh Portable

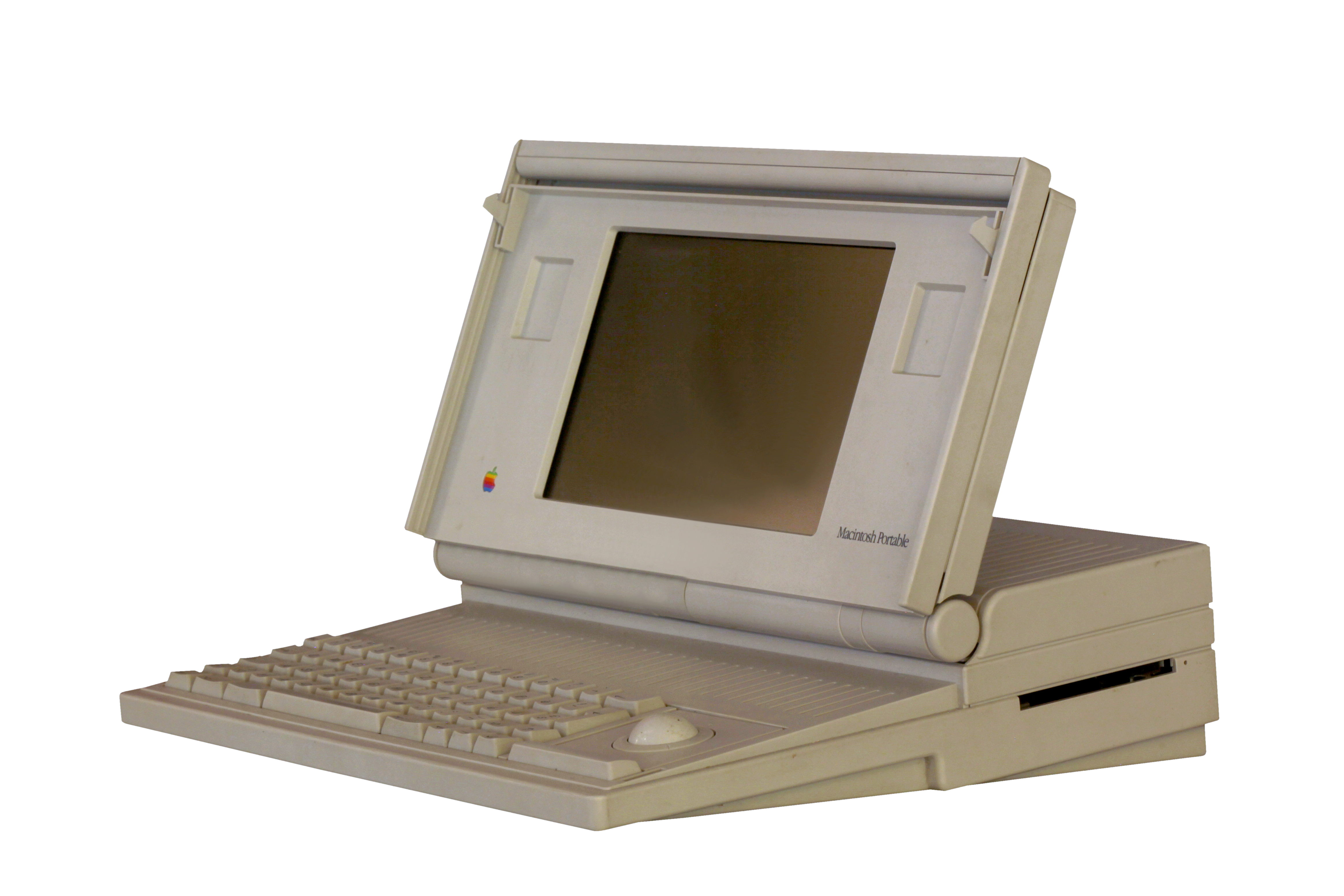

Macintosh Portable var den första bärbara datorn från Apple som skulle matcha deras stationära datorer. Datorn lanserades den 20 september 1989 och kostade 6 500 dollar. Försäljningssiffrorna blev låga och i oktober 1991 slutade datorn att säljas.

## Teknisk specifikation
- Processor: 16 MHz Motorola 68HC000
- Internminne: 1 MB (utbyggbart till 9 MB)
- Hårddisk: tillval (40 MB)
- Diskettstation: 3.5-tumsläsare som klarar 1.44 MB
- Utgångar:
  - DB-19 (för extern diskettstation)
  - SCSI (DB-25)
  - ADB (mini DIN-4)
  - 2 seriella portar (mini DIN-8)
  - DB-15 (extern video)
  - Stereoljudutgång
- Modem: tillval (300-2400 bps)
- Bildskärm: 9.8 tums LCD (aktiv matris) med 640 × 400 pixlar
- Operativsystem: System 6.0.4 till och med 7.5.5